# رادیون شچدرین
رادیون کونستانتینویچ شچِدرین (روسی: Роди онстанти́нович Щедри́н؛ زادهٔ ۱۶ دسامبر ۱۹۳۲) نوازنده پیانو، مدرس موسیقی و آهنگساز برجستهٔ اهل اتحاد جماهیر سوسیالیستی شوروی است. او تابعیت کشورهای لیتوانی و اسپانیا را هم داراست.
رادیون شچدرین دانش‌آموختهٔ کنسرواتوار دولتی چایکوفسکی مسکو و از شاگردان «یوری شاپورین» و «یاکوف فلی‌یر» است و همسرش نیز مایا پلیستسکایا هنرپیشه و بالرین مشهور روسیه بود.
وی بابت آثارش، برندهٔ جوایز فراوانی همچون جایزه دولتی اتحاد شوروی، جایزه هنرمند مردمی اتحاد جماهیر شوروی، جایزه لنین، «نشان استالین»، نشان لنین و مدال طلای وزارت فرهنگ جمهوری ارمنستان شده‌است.
از فیلم‌ها یا مجموعه‌های تلویزیونی که وی در آن‌ها نقش داشته‌است می‌توان به آنا کارنینا اشاره نمود.